# Bogdan Maryniak
Bogdan Maryniak (ur. 27 lutego 1844 w Rozdziałowicach, zm. 9 czerwca 1912 we Lwowie) – polski inżynier mechanik.

## Życiorys
Studiował w Akademii Technicznej we Lwowie, a następnie na Politechnice w Wiedniu. W 1872 został asystentem w Katedrze Geometrii Wykreślnej, po dwóch latach wyjechał do Berlina, gdzie uzupełniał wiedzę w tamtejszej szkole technicznej. Po jej ukończeniu odbywał praktykę w zakładach Johna Cockerilla w Seraing w Belgii, a następnie podróżuje do Francji, Holandii, Szwajcarii i Niemiec, gdzie zapoznawał się z budową i funkcjonowaniem maszyn. Po powrocie do Lwowa w 1876 objął nowo utworzoną katedrę budowy maszyn. Był również dziekanem Wydziału Budowy Maszyn oraz rektorem uczelni w roku akademickim 1886/1887. Należał do Towarzystwa Politechnicznego. Po śmierci Bogdana Maryniaka Szkoła Politechniczna ustanowiła nagrodę jego imienia, którą otrzymywał student, który w danym roku akademickim osiągnął najlepsze wyniki nauki w dziedzinie konstrukcji maszyn.